# Rovná (Pelhřimovi járás)
Rovná település Csehországban, a Pelhřimovi járásban. Rovná Křelovice, Arneštovice, Červená Řečice, Hořepník és Bořetice településekkel határos. Lakosainak száma 52 fő (2024. január 1.).

## Népesség
A település lakosságának változását az alábbi diagram mutatja:
| Lakosok száma | 258  | 209  | 247  | 150  | 96   | 72   | 57   | 55   | 59   | 52   |
|               | 1869 | 1890 | 1921 | 1950 | 1980 | 2001 | 2017 | 2019 | 2022 | 2024 |